# Anisodes lutosicosta
Anisodes lutosicosta là một loài bướm đêm trong họ Geometridae.